# Radnice (Koło)
Radnice ve městě Koło (polsky Ratusz w Kole) se nachází v okrese Koło ve Velkopolském vojvodství v Polsku je památkově chráněná budova.

## Historie a popis
Archeologický výzkum ukázal, že původně na tomto místě stával dřevěný nebo dřevohliněný panský dvůr. V roce 1502 král Alexandr I. Jagellonský potvrdil městu tzv. městská práva a povolil stavbu radnice. Dvoupatrová radnice se sklepy, která stále paří mezi nejreprezentativnějších budovy města, byla nejprve postavena v gotickém slohu a to v první polovině 16. století. Měla půdorysné rozměry 21,8×11 m. V pozdějších letech byla k radnici přistavěna věž se čtvercovou základnou 5,9 m, která s výškou přechází na osmiúhelníkový půdorys. Věž byla vysoká asi 29 m, vyzdobená stejnými ornamenty jako zbytek radnice, vybavená hodinami a zvonem a uvnitř bylo také vězení. Budovu postihlo několik požárů a při požáru v roce 1775 se dokonce roztavil zvon. Pravděpodobně po požáru v roce 1775 byla radnice přestavěna v barokním stylu v roce 1789, kdy věž dostala nové hodiny a nový zvon. V roce 1829 už radnici hrozilo zřícení a byla opuštěná. V letech 1835-1837 byla radnice přestavěna v klasicistním slohu a omítkou a na fasádách přibyly římsy, nová okna. Kromě vnitřní přestavby byla na západní části přistavěna dvě nová křídla a na východní straně byl postaven portikus podepřený čtyřmi sloupy a pod portikem se nacházel balkon. Z věže byla odstraněna barokní kopule. Ve druhé polovině 19. století prošla radnice několika dalšími úpravami, při nichž bylo jedno z nových křídel radnice zbouráno a po zpevnění podloží znovu postaveno. V dubnu 1861 se před radnicí konaly dvě demonstrace, které rozehnalo vojsko. V roce 1914 bylo rozšířeno severní křídlo radnice a v roce 1928 proběhla renovace radnice, při níž byla na věž radnice umístěna pamětní deska připomínající jmeniny Jozefa Pilsudského a tato pamětní deska byla zničena během německé okupace. Během německé okupace byla radnice sídlem okupačních úřadů. Dne 27. dubna 1941 byl pod zdí radnice popraven Leon Żabierek za přechovávání zbraní. Od 17. ledna 1953 je budova památkově chráněná. V roce 1960 byl na věži radnice instalován televizní vysílač a na přelomu let 1985 a 1986 byl proveden archeologický výzkum. Dne 25. května 1987 došlo ke stavební katastrofě, kdy věž se zřítila a zničila severní a severozápadní část budovy. Zbytek radnice, který pocházel z 19. století, byl následně kvůli poškození zbořen. Katastrofu pravděpodobně způsobily otřesy a kmitání způsobené provozem nákladních automobilů v těsné blízkosti radnice. Krátce po stavební katastrofě vznikla iniciativa pro obnovu radnice, která shromažďovala finanční prostředky na rekonstrukci radnice z Polska i zahraničí. Hlavní budova radnice byla znovu uvedena do provozu v roce 2000 a následovala rekonstrukce věže, která byla dokončena v roce 2004. K úplné rekonstrukci radnice došlo až v roce 2011. V roce 2005 byl na radnici opět proveden archeologický průzkum. V roce 2021 byla na radnici umístěna socha Czeslawa Freudenreicha od Piotra Kacprzaka. Po rekonstrukci se do budovy radnice vrátily městské orgány a kancelář starosty města. V jedné místnosti v podkroví je umístěna stálá expozice Muzea keramických technik. Od roku 2017 je v radnici k vidění také expozice strojů a výrobků bývalé Továrny zemědělských strojů Michala Ostrowského. Od jara do podzimu je radnice přístupná také veřejnosti.

## Galerie

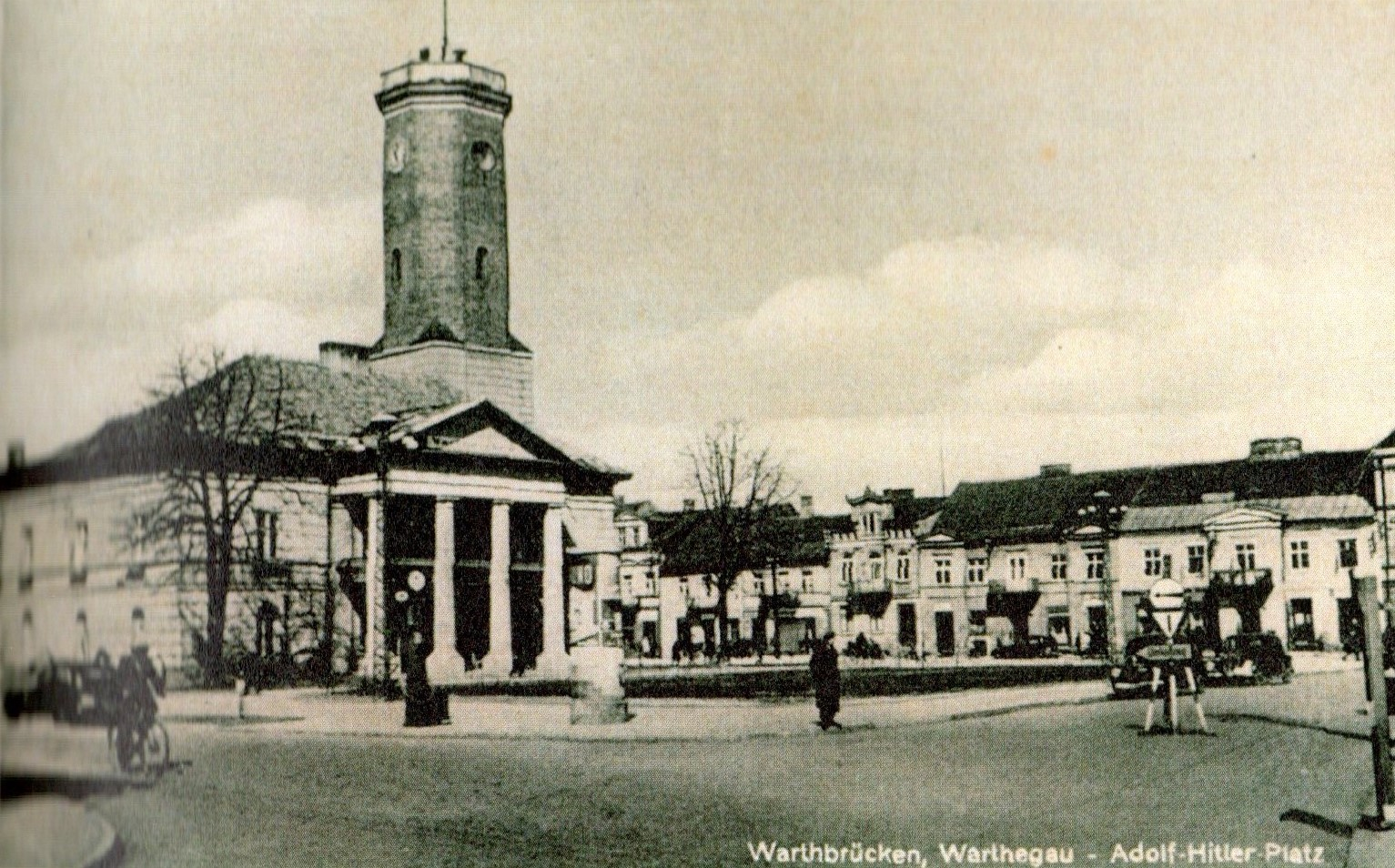
Historický snímek
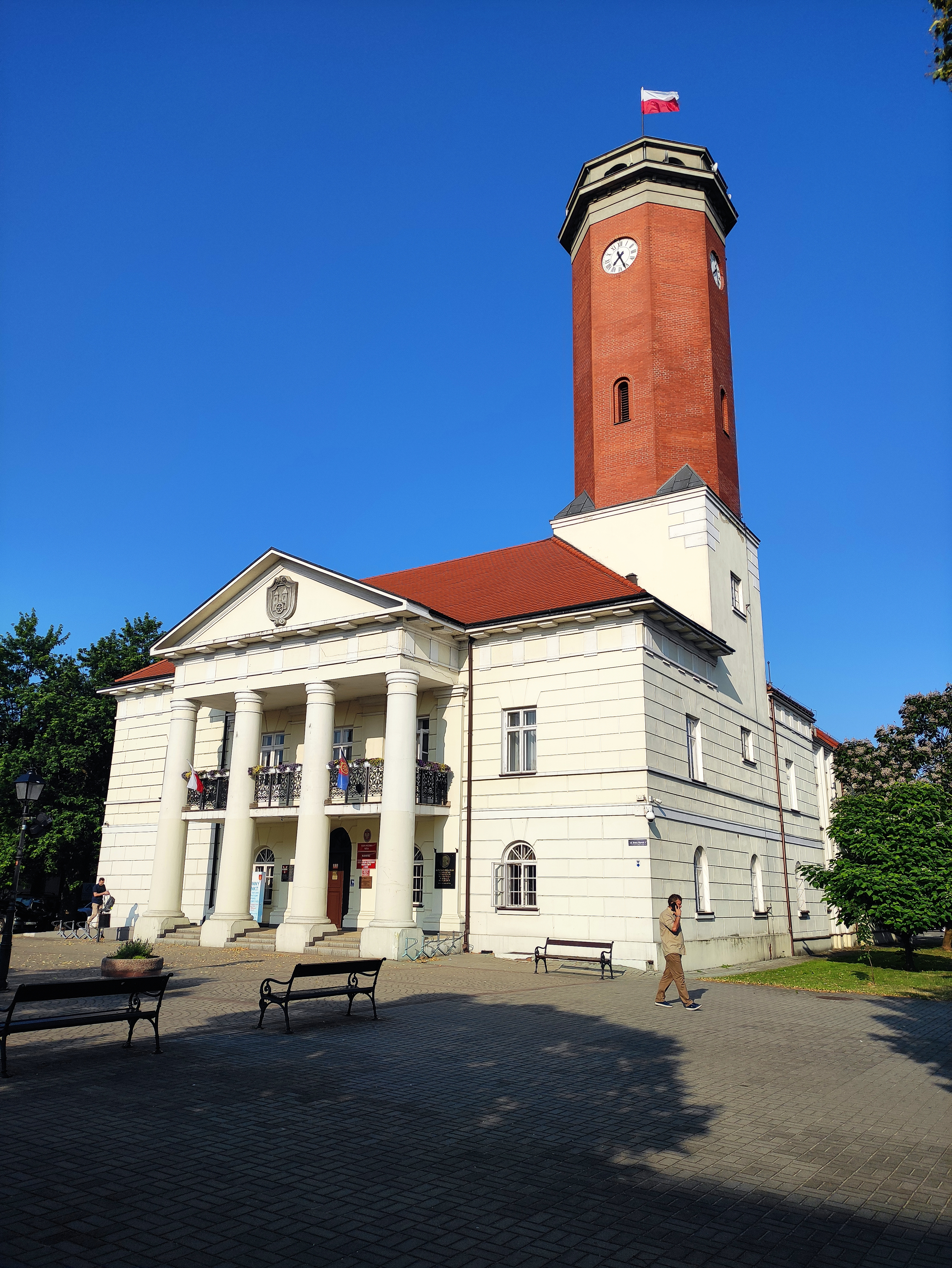
Celkový pohled na radnici
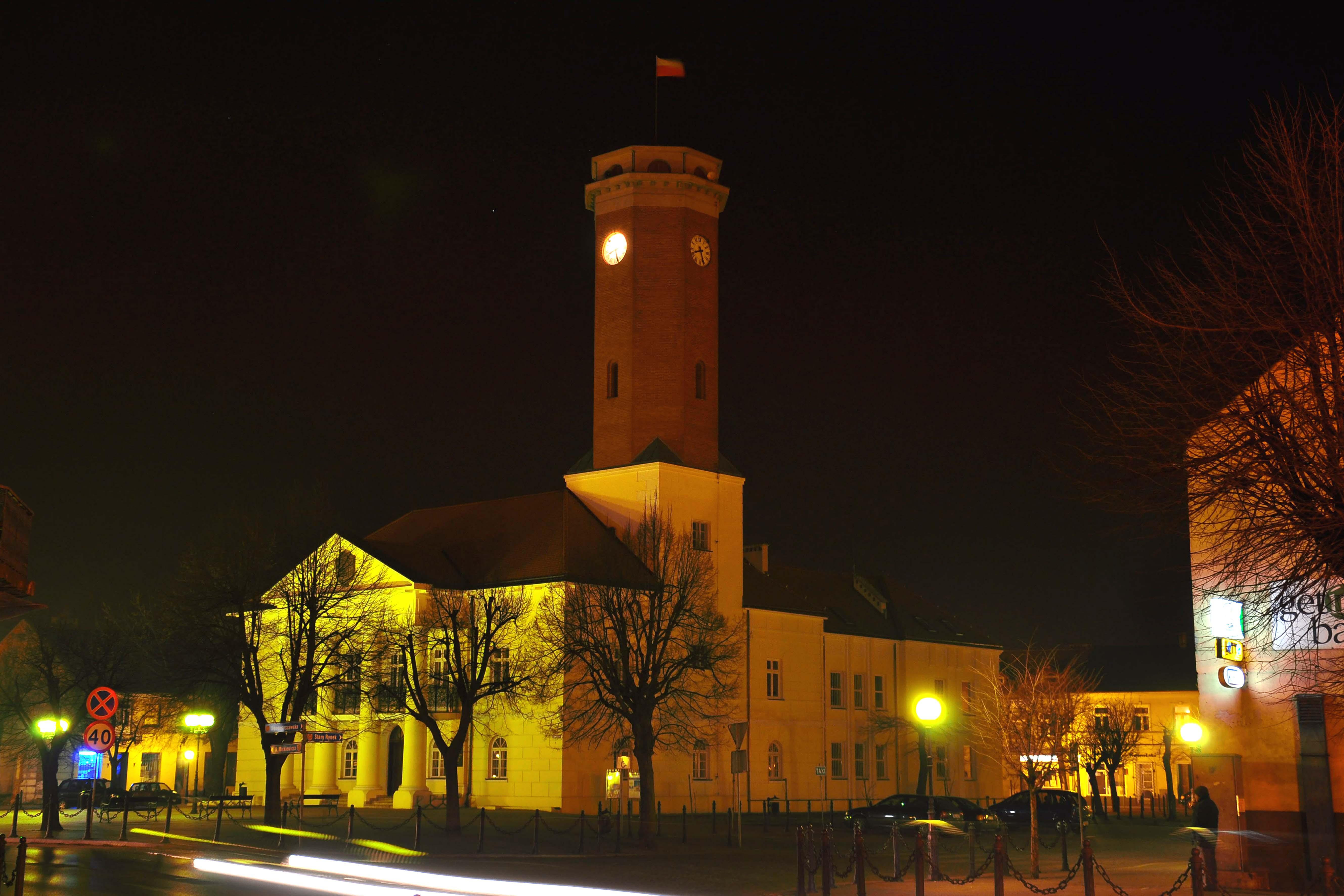
Radnice na náměstí
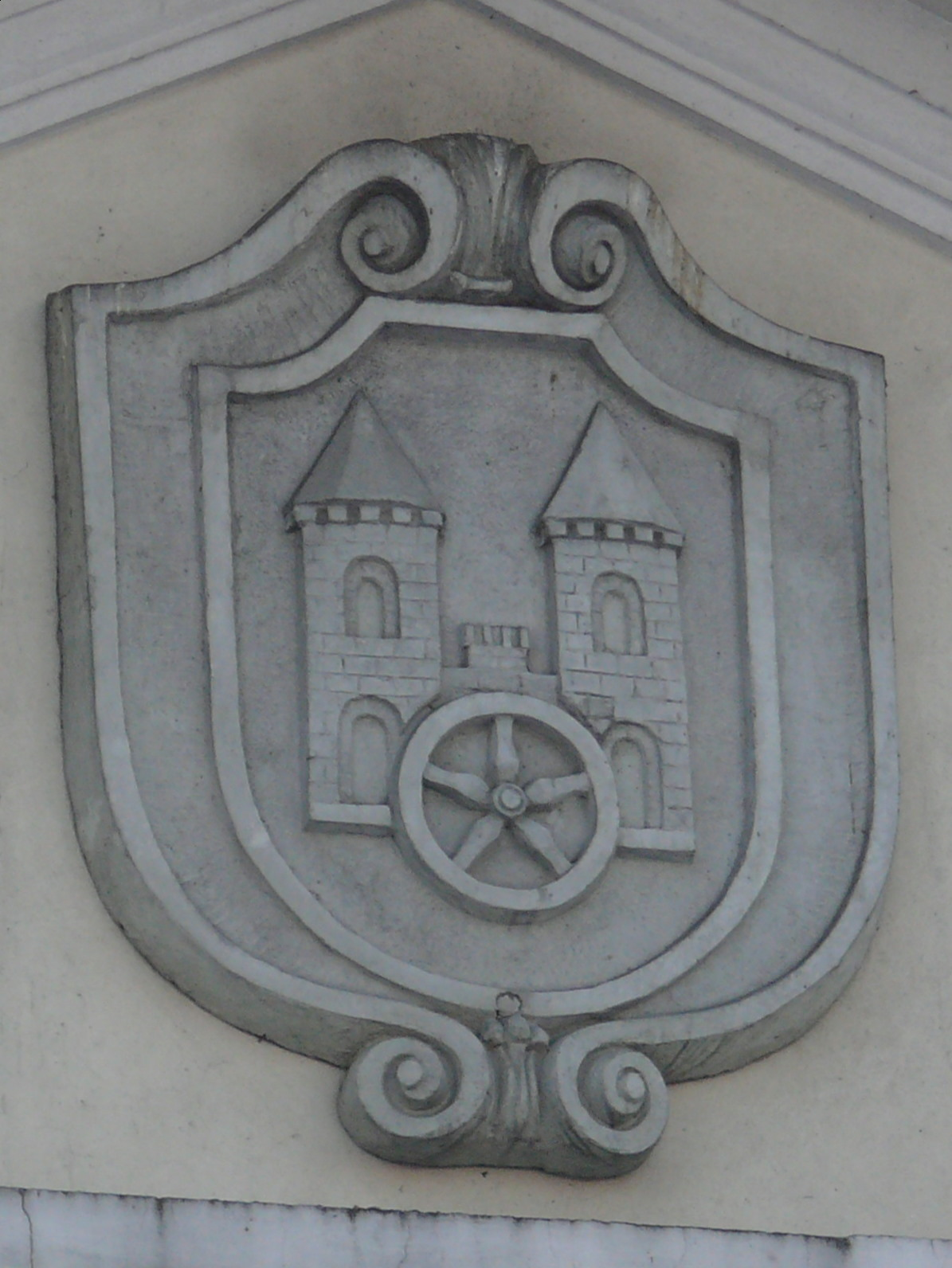
Erb na radnici
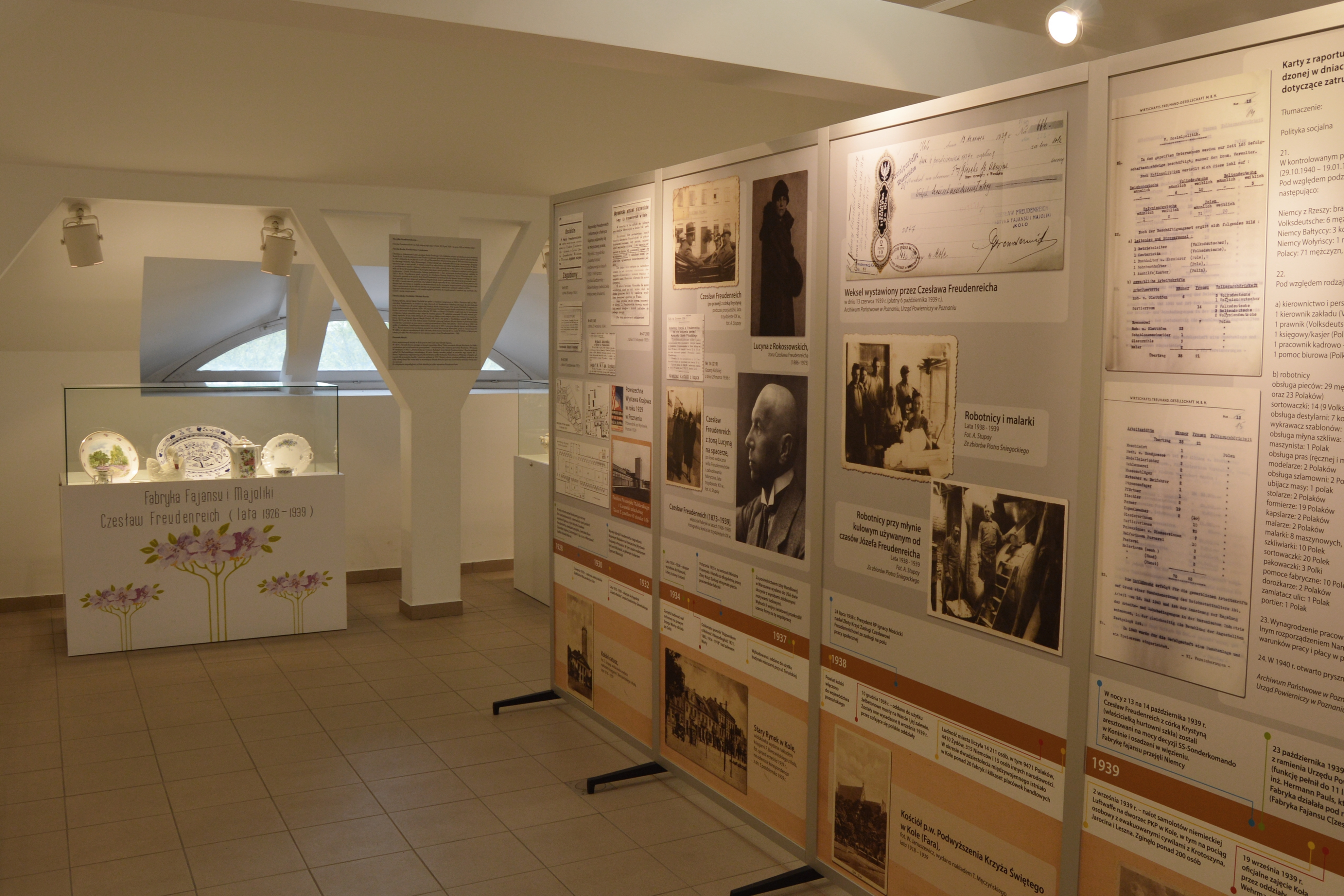
Interiér radnice